# Puertas Cilicias
Las Puertas Cilicias (en turco: Külek Bodazi o Gulek Bogazi) son el principal paso a través de la cordillera del Tauro en el sudeste de Turquía. Las Puertas Cilicias enlazan las planicies costeras de Cilicia con la meseta de Anatolia. El extremo sur del paso se abre a 44 km al norte de Tarso. En la antigüedad tenían poco más de diez metros de anchura.
Este paso no es sino una estrecha garganta por la que fluye el río Gökoluk, entre los montes Bolkar y Aladag, y es más apropiada para el tránsito de caravanas de mulas que para el de vehículos. Desde la antigüedad, cientos de ejércitos han pasado por este paso: la expedición de los Diez Mil descrita por Jenofonte en la Anábasis, Alejandro Magno, la Primera Cruzada... También Pablo de Tarso, en su camino hacia la provincia romana de Galacia (comunidad a la que posteriormente escribió su carta a los gálatas), transitó por este paso.
Cuando los ingenieros alemanes que construyeron el ferrocarril entre el mar de Mármara y Bagdad tuvieron que salvar este paso, no siguieron la antigua ruta todo el tiempo, evitando la parte más ventosa y de mayor pendiente. Para ello se vieron forzados a construir una serie de viaductos y túneles (treinta y siete) que están entre las maravillas de la ingeniería ferroviaria. También tuvieron que construir una línea de vía estrecha para transportar trabajadores, equipamiento y material. El ferrocarril fue abierto en 1918, pero el ferrocarril de servicio, de vía estrecha, transportó tropas turcas y material de guerra hacia el frente de Mesopotamia en los últimos meses de la Primera Guerra Mundial.
Actualmente, una gran autopista de seis carriles (E-90) cruza las puertas de Cilicia. Está proyectado que la E-90 enlace Ankara con el corredor Mediterráneo del sur, donde enlaza con la autopista O-92, que discurre entre Mersin y Sanliurfa, cerca de Tarso, cuna de San Pablo. Por el norte, la autopista está acabada hasta la provincia de Konya.
- Datos: Q128884
- Multimedia: Cilician Gates / Q128884